# Вулиця Дениса Монастирського
Ву́лиця Дени́са Монасти́рського — вулиця у Солом'янському районі міста Києва, місцевість Солом'янка. Пролягає від проспекту Повітряних Сил до Солом'янської площі та вулиці Митрополита Василя Липківського. 
Прилучається Богданівська вулиця.

## Історія
Вулиця виникла в 40-х роках XX століття як незабудований проїзд без назви. У 1955 році набула назву Суднобудівний провулок. Мала назву вулиця Сурикова на честь російського художника Василя Сурикова — з 1974 по 2024 року.
2018 року сквер на розі вулиці Сурикова та Повітрофлотського проспекту було названо на честь Бориса Нємцова.
Деякий час назву вулиця Сурикова мала сучасна вулиця Євгена Коновальця.
18 січня 2024 року вулицю перейменували на вулицю Дениса Монастирського на честь колишнього міністра внутрішніх справ України — Дениса Монастириського